# Jopala (kommun)
Jopala är en kommun i Mexiko.   Den ligger i delstaten Puebla, i den sydöstra delen av landet, 170 km nordost om huvudstaden Mexico City.
Följande samhällen finns i Jopala:
- Jopala
- Buenos Aires
- San Pedro Tlaolantongo
- Cinco de Octubre
- El Encinal
- Bugambilias
- Sataskauat
- San Francisco
- Cuamaxalco
- Arroyo Hondo